# High by the Beach
Singles de Lana Del Rey
Black Beauty
(2014)
High by the Beach est une chanson de l'artiste américaine Lana Del Rey sortie le 10 août 2015. Il s'agit du premier single tiré de l'album Honeymoon.

## Contexte
High by the Beach est une des dernières musiques composées pour l'album. Dans une interview pour Beats 1, Lana Del Rey dit avoir trouvé son inspiration à une époque où elle conduisait régulièrement sur la plage. Elle indique avoir commencé par le chœur. Elle apprécie le fait que les chœurs, les mélodies et les harmonies rappellent les Andrews Sisters.

## Sortie
High by the Beach est le premier single extrait de l'album Honeymoon. Moins d'un mois après la diffusion sur Internet du titre Honeymoon, la chanteuse annonce via les réseaux sociaux que la sortie de High by the Beach est prévue pour le 10 août 2015. Elle accompagne son annonce de l'image de la pochette du single.
La musique fuite quelques jours plus tôt, mais la sortie officielle a bien lieu à la date annoncée. Un clip est dévoilé le 13 août.

## Clip
Le 9 août, Lana Del Rey publie une image extraite du clip. Le lendemain est dévoilé un extrait de 15 secondes. Le clip de High by the Beach est finalement mis en ligne le 13 août.

## Charts
| Chart (2015)                            | Meilleure position |
| --------------------------------------- | ------------------ |
| France (SNEP)                           | 14                 |
| Allemagne (Media Control AG)            | 91                 |
| Belgique (Flandre Ultratop 50 Singles)  | 14                 |
| Belgique (Wallonie Ultratop 50 Singles) | 16                 |
| Canada (Hot 100)                        | 39                 |
| Espagne (PROMUSICAE)                    | 24                 |
| États-Unis (Hot 100)                    | 51                 |
| Irlande (IRMA)                          | 62                 |
| Israël (Media Forest)                   | 66                 |
| Suisse (Schweizer Hitparade)            | 66                 |
| Royaume-Uni (UK Singles Chart)          | 60                 |